# El Arenal (Sevilla)
El Arenal es un barrio de Sevilla, España, perteneciente al distrito Casco Antiguo. Está situado en la margen izquierda del río Guadalquivir y limita al norte con los barrios de Museo y Alfalfa y al este y al sur, con el barrio de Santa Cruz. Tiene una población estimada de 3.798 habitantes.

## Historia

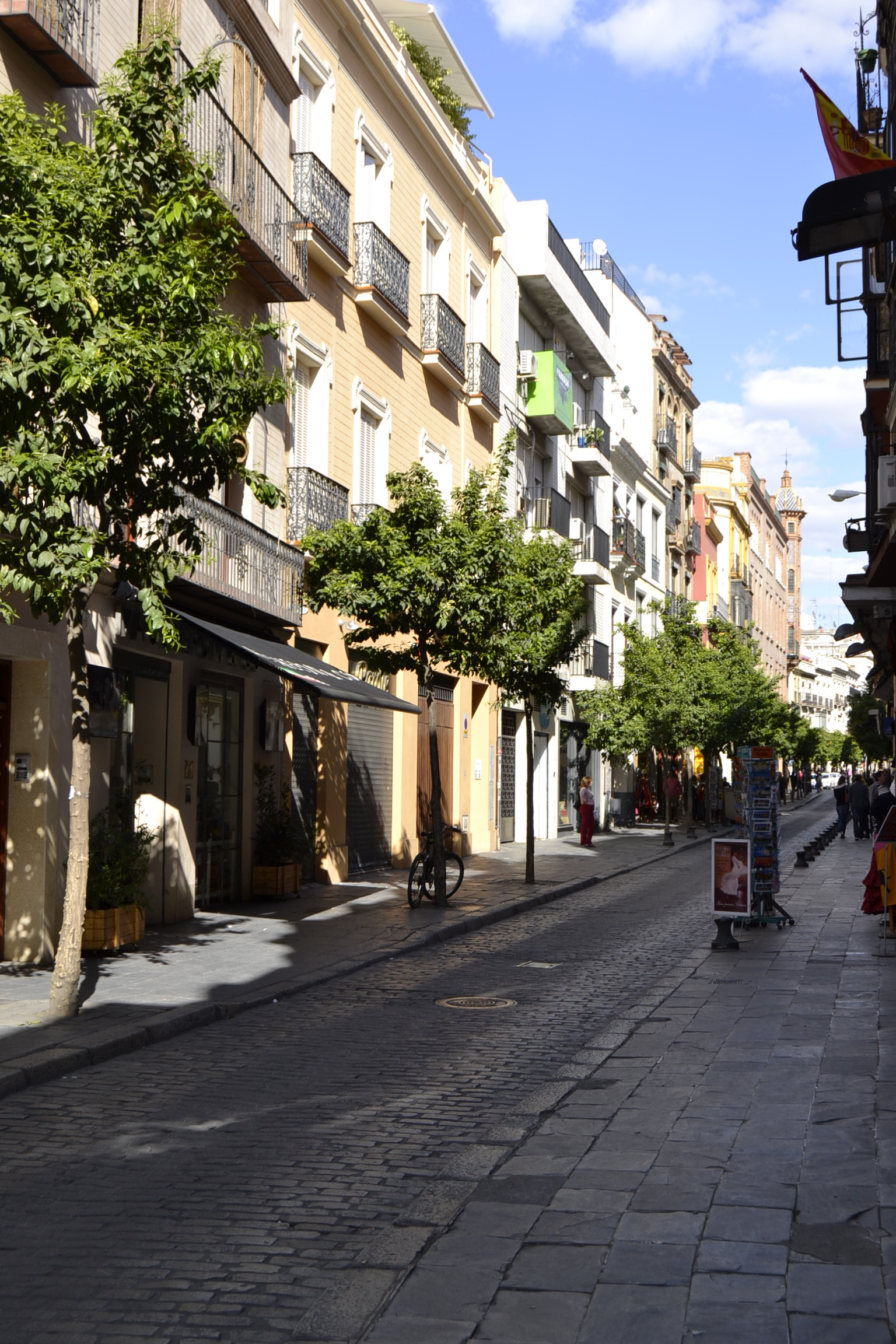
Calle típica del barrio.

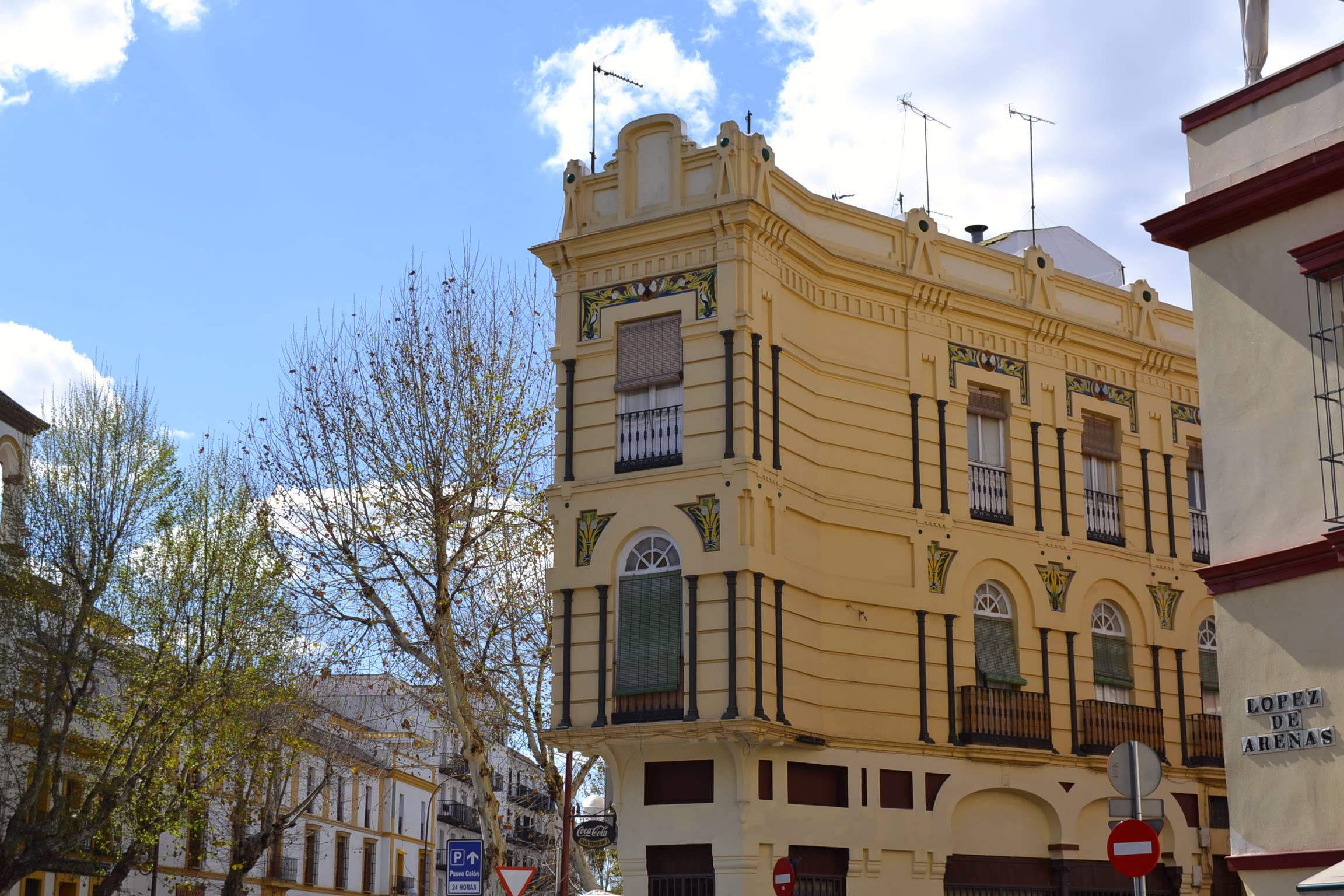
Edificio en la calle López de Arena.

Este barrio fue un gran espacio abierto situado entre la puerta de Triana de la antigua muralla y la torre del Oro. La zona concentraba buena parte de la actividad portuaria de la ciudad. En sus inmediaciones estaba el edificio medieval de las Atarazanas, el astillero de la ciudad. El edificio, conformado por un gran conjunto de naves, fue usado por partes con posteridad, de norte a sur, como Maestranza de Artillería, iglesia de San Jorge, hospital de la Caridad y la Aduana. Sus naves también fueron usadas como sede primigenia de la Casa de Contratación de Indias, antes de que se trasladara al Alcázar y, por supuesto, también albergó almacenes portuarios. En la zona que ocupaba la antigua Aduana en la actualidad se encuentra la sede de la Delegación de la AEAT. En el entorno se situaron edificios industriales y talleres de artesanía, como las herrerías o la Real Casa de la Moneda.
Desde la época romana la ciudad había sido objeto de amurallamiento. Sin embargo, fue en la época almohade cuando el complejo de murallas de la ciudad alcanzó más extensión y porte, unido a la presencia de palacios cercanos a los muros. A ese conjunto de muros le siguió una hilera de torres defensivas, que iban desde el río hasta el Alcázar, pudiéndose citar la torre del Oro, la torre de la Plata y la torre Abd el Aziz. Otro enclave propio del recinto amurallado es el postigo del Aceite, por donde se dice que entraban las grasas a la ciudad.
En El Arenal fue situada en el siglo XIX la cárcel del Pópulo, que se clausuró en el siglo XX. Tras su demolición se construyó elmercado de entradores, futuro mercado del Arenal. 
En la zona también es donde se encuentra buena parte de su tradición operística. Frente a la Casa de la Moneda, cerca de la avenida de la Constitución, es donde la tradición sitúa la casa de Fígaro (de la ópera El barbero de Sevilla). También está la plaza de toros de la Maestranza, perteneciente a la Real Maestranza de Caballería de la ciudad, donde tienen lugar escenas de Carmen, la cigarrera de Sevilla. Y también se encuentra el hospital de la Caridad, fundado por el venerable Miguel de Mañara, que también tiene óperas en su honor y distintas de las dedicadas a don Juan Tenorio. El barrio fue el lugar elegido en los 90 del siglo XX para erigir el teatro de la Maestranza, recinto de la ópera hispalense.
Las iglesias situadas en el entorno son la capilla de la Carretería, la capilla del Baratillo (sede de la Hermandad del Baratillo), la capilla de la Real Maestranza de Caballería, la iglesia de San Jorge (del hospital de la Caridad), la capilla de Nuestra Señora del Rosario (sede de la Hermandad del Cristo de las Aguas) y la capilla de la Pura y Limpia, que se encuentra junto al postigo del Aceite.
El lugar fue visitado por escritores del Siglo de Oro como Cervantes, Quevedo y Lope de Vega. Este último llegó a escribir una obra de teatro titulada El Arenal de Sevilla, escrita durante su estancia en la ciudad y que, entre otras cosas, dice lo que sigue:

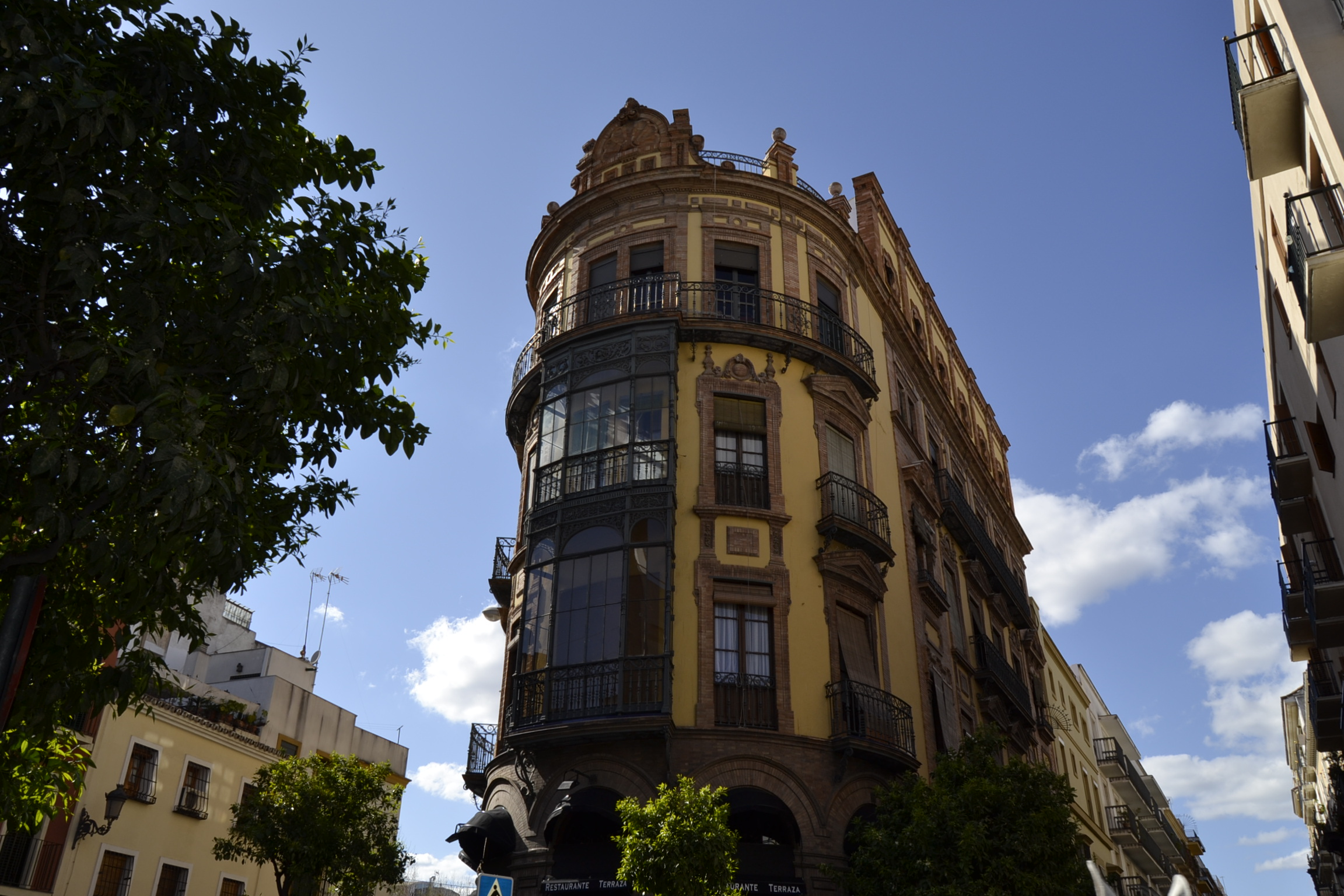
Edificio en El Arenal

Forastero:
¿Esto hay en el Arenal?.
¡Oh, gran máquina Sevilla!
Alvarado:
¿Esto sólo os maravilla?
Forastero:
¡Es a Babilonia igual!
Alvarado:
Pues aguardad una flota
y veréis toda esta arena
de carros de plata llena,
que imaginarlo alborota.

## Lugares de interés
- Teatro de la Maestranza
- Plaza de toros de la Real Maestranza
- Mercado del Arenal
- Iglesia y hospital de la Caridad
- Atarazanas
- Torre del Oro
- Torre de la Plata
- Capilla de Nuestra Señora del Rosario Hermandad de las Aguas (Sevilla)
- Capilla de Nuestra Señora de la Piedad Hermandad del Baratillo (Sevilla)
- Capilla de la Carretería Hermandad de la Carretería (Sevilla)
- Capilla del Mayor Dolor de Jesús Despojado
- Capilla de la Pura y Limpia